# Linda Purl
Linda Purl (Greenwich, 2 de septiembre de 1955) es una actriz y cantante estadounidense, conocida por interpretar a Sheila Munroe en la película de terror de 1982 Visiting Hours, a Helene en la serie The Office y a Charlene Matlock en la primera temporada de la serie Matlock.

## Filmografía

### Cine
| Año  | Película           | Rol              | Notas |
| ---- | ------------------ | ---------------- | ----- |
| 1970 | Aru heishe no kake | Rose Allen       |       |
| 1973 | Jory               | Amy Barron       |       |
| 1975 | Crazy Mama         | Cheryl           |       |
| 1980 | Leo and Loree      | Loree            |       |
| 1982 | Visiting Hours     | Sheila Munroe    |       |
| 1988 | Viper              | Laura Macalla    |       |
| 1994 | Natural Causes     | Jessie MacCarthy |       |
| 1998 | Mighty Joe Young   | Dra. Ruth Young  |       |
| 2000 | The Perfect Tenant | Jessica Michaels |       |
| 2003 | Fear of the Dark   | Sandy Billings   |       |
| 2016 | Bender             | Sra. Thomas      |       |

### Televisión
| Año       | Título                                         | Rol                          | Notas                                                   |
| --------- | ---------------------------------------------- | ---------------------------- | ------------------------------------------------------- |
| 1973–74   | The Secret Storm                               | Doreen Post                  |                                                         |
| 1974      | Lucas Tanner                                   | Diane                        | "Thirteen Going on Twenty"                              |
| 1974      | Sons and Daughters                             | Julie Ashley                 | "The Pregnancy"                                         |
| 1974      | Happy Days                                     | Gloria                       |                                                         |
| 1974      | The Waltons                                    | Alicia Hanover               | "The Spoilers"                                          |
| 1975      | Hawaii Five-O                                  | Ruth                         | "The Hostage"                                           |
| 1975      | Medical Center                                 | Leslie                       | "Street Girl"                                           |
| 1975      | Beacon Hill                                    | Betsy Bullock                |                                                         |
| 1975      | Medical Story                                  | Kim                          | "Us Against the World"                                  |
| 1976      | Young Pioneers                                 | Molly Beaton                 | Telefilme                                               |
| 1976      | State Fair                                     | Bobbie Jean Shaw             | Telefilme                                               |
| 1976      | Julie Farr, M.D.                               | Laura Gorman                 | Telefilme                                               |
| 1976      | Young Pioneers' Christmas                      | Molly Beaton                 | Telefilme                                               |
| 1976      | Eleanor and Franklin                           | Alice Roosevelt              | "1.1", "1.2"                                            |
| 1977      | Serpico                                        | Magda                        | "Sanctuary"                                             |
| 1977      | Little Ladies of the Night                     | Hailey Atkins                | Telefilme                                               |
| 1977      | The Waltons                                    | Vanessa                      | "The Heartbreaker"                                      |
| 1977      | Testimony of Two Men                           | Mavis Eaton                  |                                                         |
| 1977      | Black Market Baby                              | Anne Macarino                | Telefilme                                               |
| 1979      | Women at West Point                            | Jennifer Scott               | Telefilme                                               |
| 1979      | Like Normal People                             | Virginia Rae Hensler         | Telefilme                                               |
| 1979      | The Flame Is Love                              | Emmaline Nevada 'Vada' Holtz | Telefilme                                               |
| 1980      | The Night the City Screamed                    | Brenda Farrell               | Telefilme                                               |
| 1981      | The Manions of America                         | Deirdre O'Manion             |                                                         |
| 1982      | Money on the Side                              | Annie Gilson                 | Telefilme                                               |
| 1982–83   | Happy Days                                     | Ashley Pfister               |                                                         |
| 1985      | The Love Boat                                  | Anne Lester                  |                                                         |
| 1985      | Midas Valley                                   | Sarah Corey                  | Telefilme                                               |
| 1985      | Alfred Hitchcock Presents                      | Lisa Tate                    | "Revenge"                                               |
| 1985      | The Greatest Adventure: Stories from the Bible | Dalila                       | "Samson and Delilah"                                    |
| 1985      | Murder, She Wrote                              | Terry Shannon                | "Murder at the Oasis"                                   |
| 1986      | Outrage!                                       | Arlene Robbins               | Telefilme                                               |
| 1986      | Pleasures                                      | Eve Harper                   | Telefilme                                               |
| 1986      | Dark Mansions                                  | Shellane Victor              | Telefilme                                               |
| 1986–87   | Matlock                                        | Charlene Matlock             |                                                         |
| 1987      | In Self Defense                                | Susan Andrews                | Telefilme                                               |
| 1987      | CBS Summer Playhouse                           | Judith                       | "Day to Day"                                            |
| 1988      | Addicted to His Love                           | Cassie Robbins               | Telefilme                                               |
| 1988      | Murder, She Wrote                              | Crystal Wendle               | "Mourning Among the Wisterias"                          |
| 1988      | Spies, Lies & Naked Thighs                     | Beverly                      | Telefilme                                               |
| 1989      | Trying Times                                   | Laura                        | "The Sad Professor"                                     |
| 1990      | Timeless Tales from Hallmark                   | Rapunzel (voz)               | "Rapunzel"                                              |
| 1990      | Web of Deceit                                  | Lauren Hale                  | Telefilme                                               |
| 1991      | Under Cover                                    | Kate Del'Amico               |                                                         |
| 1992      | Secrets                                        | Jane Adams                   | Telefilme                                               |
| 1992      | Jack's Place                                   | Nicolette                    | "I See Cupid, I See France"                             |
| 1993      | Murder, She Wrote                              | Laura Callan                 | "Dead Eye"                                              |
| 1993      | The Hidden Room                                | Kate Richards                | "Her Life as a Dog"                                     |
| 1994      | Accidental Meeting                             | Maryanne Bellmann            | Telefilme                                               |
| 1994      | Burke's Law                                    | Kelly Harris                 | "Who Killed the Legal Eagle?"                           |
| 1994      | Incident at Deception Ridge                    | Helen Davis                  | Telefilme                                               |
| 1994–95   | Robin's Hoods                                  | Brett Robin                  |                                                         |
| 1996      | Born Free: A New Adventure                     | Eleanor Porter               | Telefilme                                               |
| 1997      | Crisis Center                                  | Lynn Maxfield                | "It's a Family Affair"                                  |
| 1997      | The Absolute Truth                             | Jean Douglas                 | Telefilme                                               |
| 1998      | Walker, Texas Ranger                           | Barbara Conway               | "Crusader"                                              |
| 1998      | Touched by an Angel                            | Sally                        | "Flights of Angels"                                     |
| 1999      | Holy Joe                                       | Joan Wolrod                  | Telefilme                                               |
| 2000      | Port Charles                                   | Claire Wright                |                                                         |
| 2002      | First Monday                                   | Sarah Novelli                |                                                         |
| 2003      | Frozen Impact                                  | Dra. Christy Blanchard       | Telefilme                                               |
| 2003      | Crossing Jordan                                | Joan                         | "Conspiracy"                                            |
| 2004      | Stranger at the Door                           | Kathleen Norris              | Telefilme                                               |
| 2005      | Cold Case                                      | Diane Moore                  | "Schadenfreude"                                         |
| 2005      | Criminal Intent                                | Kirsten Sorensen             | Telefilme                                               |
| 2006      | Maid of Honor                                  | Laci Collins                 | Telefilme                                               |
| 2009      | Bones                                          | Diana Annenburg              | "The Doctor in the Den"                                 |
| 2009–2011 | The Office                                     | Helene Beesly                |                                                         |
| 2010      | Desperate Housewives                           | Lillian Allen                | "A Little Night Music"                                  |
| 2010      | Criminal Minds                                 | Colleen Everson              | "Our Darkest Hour"                                      |
| 2010      | Lie to Me                                      | Meredith Spencer             | "In the Red"                                            |
| 2011      | Homeland                                       | Elizabeth Gaines             | "Semper I", "Achilles Heel", "Marine One"               |
| 2012      | True Blood                                     | Barbara Pelt                 | "Whatever I Am, You Made Me", "We'll Meet Again"        |
| 2012      | Stalked at 17                                  | Lauren                       | Telefilme                                               |
| 2014      | Major Crimes                                   | Doris                        | "Flight Risk"                                           |
| 2014      | Reckless                                       | Barbara Fortnum              | "Blind Sides", "Deep Waters", "51%", "And So It Begins" |
| 2017      | Designated Survivor                            | Julia Rombauer               | "The Ninth Seat"                                        |
| 2018      | The Oath                                       | Gwenn Hammond                |                                                         |
| 2018      | Code Black                                     | Madeline Mandel              | "Change of Heart"                                       |